# Поп-рок
Поп-рок (англ. pop rock) — жанр музыки, объединяющий элементы поп-музыки и рок-музыки.

## Стилистика жанра
Песни характеризуются простой структурой, запоминающимися мелодиями, повторением музыкальных фраз (от поп-музыки) и качающими ритмичными ощущениями (т.н. «кач»), связанными с особой формой движения (по аналогии с roll, twist, swing, shake), с использованием в качестве основных инструментов ударных и электрогитар (от рок-музыки). Тяжесть может быть разной, от практически гитарного попа до относительно «тяжёлых» композиций, разбавленных поп-мелодиями. Вследствие этого многим группам приходится оправдываться, что они играют рок, другим же наоборот, что они не играют поп-рок.

## История
Термин «поп-рок» впервые был использован для описания ранних хитов «Битлз» и их последователей, таких как The Grass Roots, Gary Puckett & The Union Gap, The Buckinghams. Сёрф-рок иногда включают в понятие поп-рока; это использование является анахронизмом, поскольку сёрф-музыка и рок-музыка в 1960-х годах считались различными музыкальными жанрами.
Поп-рок подготовил почву для софт-рока в 1970-х годах. Хотя в 1970-е и 1980-е годы существовало несколько групп, подходящих под определение поп-рока, жанр получил продолжение в виде тяжёлых баллад хард-роковых и хэви-металлических групп, вместе с песнями более быстрого темпа, нежели у софт-роковых групп.
Последняя волна поп-рока зародилась в середине 1990-х с творчеством Аланис Мориссетт и Мелиссы Этеридж. В последние годы состоялось возрождение жанра, в то время как тяжёлый рок теряет популярность по сравнению с рэпом, R&B и хип-хопом. Чертой некоторых современных поп-роковых песен является чередование мягких куплетов и громких припевов, возникшее под влиянием альтернативного рока. К современным поп-роковым исполнителям относятся Coldplay, OneRepublic, The All-American Rejects, Kelly Clarkson, P!nk, Roxette, PMMP, The Rasmus, Melanie C, The Veronicas, Tokio Hotel, Avril Lavigne, Gregory Lemarchal, LaFee, Adam Lambert, Stan Bush, One Direction, Shakira, Gwen Stefani, 5 Seconds of Summer, DNCE.
В России и других постсоветских странах поп-рок-музыка является широко распространённой благодаря более частому освещению на музыкальных радиостанциях и телеканалах по сравнению с другими рок-жанрами. Среди известных групп — Мумий Тролль, Сплин, Би-2, Ночные Снайперы, Звери, «Brainstorm», Океан Ельзи, «Город 312», Uma2rman, «Братья Грим», Ногу Свело!, Ленинград, Ляпис Трубецкой, Смысловые галлюцинации, Найк Борзов, Танцы Минус, Маша и Медведи, Чичерина, Total, Сурганова и оркестр, Мара, Юта, 7Б, Конец Фильма, Ундервуд, Високосный год, МультFильмы, Татьяна Зыкина и другие. 
 Лидер группы «Мумий Тролль» И. Лагутенко изобрёл русский аналог (отчасти иронический) термина «поп-рок» — «рокапопс».
Среди азиатских стран поп-рок наиболее популярен и распространён в Японии. Это обусловлено манерой японских поп-исполнителей использовать дисторшированные гитары в своём творчестве или даже полный комплект классических рок-инструментов. Также поп-рок распространён на рок-сцене Японии, в частности среди групп направления Осяре кэй, таких как An Cafe, Heidi, Aicle, Zoro и т. д. Но от западного поп-рока японские группы отличаются более жёстким звучанием благодаря элементам альтернативного рока, популярного в Японии.
Существует также много китайских поп-рок-артистов, таких как Beyond (Гонконг), F.I.R (Тайвань), Mayday (Тайвань), Five Hundred & Chine Blue.